# Велика Ківара (притока Сіви)
Вели́ка Ківа́ра (Пихтовка, Ківарка; рос. Большая Кивара) — річка у Шарканському та Воткінському районах Удмуртії, Росія, права притока Сіви.
Починається на північний схід від села Верхні Ківари. Протікає на південь до села Нижні Ківари, потім повертає на південний захід до села Карсашур. Далі протікає на південний схід. Впадає до Сіви навпроти села Черепановка. Похил річки становить 3,4 м/км.
Русло нешироке, у верхній течії пересихає, в середній та нижній — меандруюче. В усіх прибережних селах збудовано ставки, в гирлі їх декілька, які використовуються рибогосподарством для розведення риби. Приймає декілька дрібних приток, найбільші з яких:
- праві — Кечшур, Шурдашур, Єктаншур;
- ліва — Гондирвайка.

Над річкою розташовані села:
- Шарканський район — Верхні Ківари, Нижні Ківари, Карсашур;
- Воткінський район — Ільїнське, Пихтовка.